# Pravia (Las Regueras)
Pravia es un lugar que pertenece a la parroquia de Trasmonte en el concejo de Las Regueras (Principado de Asturias). Se encuentra a 260 m s. n. m. y está situada a 4,5 km de la capital del concejo, Santullano. 

## Población
En 2020 contaba con una población de 11 habitantes (INE 2020) repartidos en un total de 8 viviendas.